# Nemestrinus nigrofemoratus
Nemestrinus nigrofemoratus är en tvåvingeart som först beskrevs av Robert W. Lichtwardt 1907.  Nemestrinus nigrofemoratus ingår i släktet Nemestrinus och familjen Nemestrinidae. Inga underarter finns listade i Catalogue of Life.